# Taylor Swift (album)
A Taylor Swift az amerikai énekesnő-dalszerző Taylor Swift önmagáról elnevezett debütáló stúdióalbuma, mely 2006. október 24-én jelent meg a Big Machine Records kiadó gondozásában. Swift az album megjelenésének évében 16 éves volt, a dalokat pedig elsőéves gimnazistaként készítette el. Az album dalait Swift írta, de több dalnál Liz Rose is részt vett a dalszerzésben. Swift több producer közül végül Nathan Chapmant választotta, aki a demóalbumán is dolgozott. A Taylor Swift egy country album, a dalok egy részére pedig a pop és a pop-rock stílusok is hatást gyakoroltak. A lemez szövegeinek többsége szerelemről, párkapcsolatokról szól, amely témákban Swift úgy írt dalokat, hogy fiatalkora révén még nem volt tapasztalata. Az albumon Swift énekel barátairól és személyes középiskolai problémáiról is.
Öt kislemez jelent meg a Taylor Swiftről, amelyek mindegyik az első 40 közé került a Billboard Hot 100 listán, és mind platina, vagy  többszörös platinalemez minősítést kapott az Amerikai Hanglemezgyártók Szövetségétől (RIAA). Swift debütáló kislemeze, és az album első kislemeze a Tim McGraw volt, amely a hatodik helyig jutott a Billboard Hot Country Songs listáján. A Teardrops on My Guitar szerepelt a legjobban a Hot 100-on, miután összesen 48 hétig szerepelt a listán, és Swift első top 20-as slágere lett. Az Our Song első lett a Hot Country Songson, amivel Swift lett a legfiatalabb előadó, aki saját maga egyedül szerzett és előadott dalával a lista élére tudott kerülni. A Picture to Burn harmadik lett, míg a Should’ve Said No karrierje második elsősége lett a Country Songs listán. Swift az album népszerűsítésére olyan előadók turnéján lépett fel nyitóelőadóként, mint a Rascal Flatts, George Strait, Brad Paisley, Tim McGraw és Faith Hill.
A Taylor Swift megjelenésekor pozitív visszajelzéseket kapott a zenekritikusoktól, akik dicsérték Swiftet, hogy már ilyen fiatalon milyen tehetségesnek bizonyult. Az album kereskedelmi szempontból is sikeres lett, amivel Swiftnek sikerült beindítani karrierjét a country zenei szcénában. Az Egyesült Államokban 24 hétig vezette a Billboard Top Country Albums eladási listáját, és hétszeres platinalemez minősítést kapott az RIAA-tól, miután átlépte a hétmillió eladott példányt. A Taylor Swift lett a 2000-es évek legtovább listás albuma a Billboard 200-on; összesen 275 hetett töltött a listán. Az album ezen kívül aranylemez lett az Egyesült Királyságban és platinalemez Ausztráliában és Kanadában.

## Háttér
Swift a pennsylvaniai Readingből származik, és már egészen fiatalkora óta érdeklődik a country zene és a dalszerzés iránt. Tizenegy éves korában családjával Nashville-be utazott annak reményében, hogy egy kiadó felkarolja, de végül nem jártak sikerrel. A kiadók elutasításának legfőbb oka az volt, hogy még túl fiatal. Ezzel kapcsolatban Swift elmondta:
„Meg tudom érteni. Féltek kiadni dalokat egy 13 évestől. Féltek kiadni dalokat egy 14 évestől. Aztán féltek kiadni dalokat egy 15 évestől. Aztán idegenkedtek attól is, hogy egy 16 évestől adjanak ki dalokat. És biztos vagyok benne, hogy ha nem kötök szerződést Scott Borchettával [a Big Machine Records igazgatójával], mindenki félt volna kiadni dalokat egy 17 évestől is.”

## Kislemezek
A Tim McGraw jelent meg a Taylor Swift első kislemezeként 2006. június 19-én. A kritikusok dicsérték Swiftet a dalban nyújtott vokáljáért. A Tim McGraw kereskedelmi szempontból is sikeresnek bizonyult, miután a negyvenedik volt a legjobb helyezése a Billboard Hot 100-on, és hatodik volt a Billboard Hot Country Songs listáján. Az Amerikai Hanglemezgyártók Szövetsége (RIAA) kétszeres platinalemez minősítéssel látta el a dalt, miután átlépte a kétmillió eladott példányt.
A Teardrops on My Guitar lett a Taylor Swift második kislemeze. Pozitívan értékelték a kritikusok, akik kiemelték emlékezetes refrénjét és a dalban rejlő crossover potenciált. Ezen kívül kereskedelmileg is sikeres volt, hiszen a legmagasabb pozíciót érte el a Taylor Swift album dalai közül, miután a tizenharmadik helyig jutott a Billboard Hot 100-on. Swift első slágere lett a popzenei listákon is; legjobb helyezése tizenegyedik volt a ma már nem létező Pop 100 slágerlistán. A dal háromszoros platinalemez minősítést kapott az RIAA-től a 3 000 000 eladott példány elérését követően. A Teardrops on My Guitar emellett negyvenötödik volt Kanadában és ötvenegyedik az Egyesült Királyságban.
Az Our Songot választották az album harmadik kislemezének. Ez a dal is népszerű volt a kritikusok körében, akik az album egyik legjobbjának nevezték. Az Our Song legjobb pozíciója a tizenhatodik volt a Billboard Hot 100-on, és négyszeres platinalemez minősítést ért el az RIAA adatai szerint. Ez lett Swift karrierjének első listavezető dala a Hot Country Songson. A harmincadik helyig jutott a kanadai Hot 100 kislemezlistán, ezzel pedig a Taylor Swift legjobban teljesítő dala lett Kanadában. The song peaked at number thirty on the Canadian Hot 100, becoming the best-charting single from Taylor Swift in Canada.
A Picture to Burn jelent meg az album negyedik kislemezeként. A kritikusok méltatták a feminizmushoz kapcsolódó dalszövege miatt. Zsinórban negyedik kislemeze lett, mely az amerikai Hot Country Songs listán az első tíz közé jutott, továbbá kétszeres platinalemez minősítést ért el az RIAA-nél.
A Should’ve Said No lett a Taylor Swift ötödik és egyben utolsó kislemeze. Az Egyesült Államokban Swift második első helyezése volt a Hot Country Songs listán, míg az RIAA platinalemez minősítéssel látta el. Nemzetközileg legjobb eredményét Új-Zélandon érte el, ahol a tizennyolcadik helyet érte el a kislemezlistán.

## Kritikusi fogadtatás
| Kritikák       | Kritikák  |
| Forrás         | Értékelés |
| -------------- | --------- |
| AllMusic       | [ 5 ]     |
| Country Weekly | [ 17 ]    |
| Pitchfork      | 6.7/10    |
| PopMatters     | [ 19 ]    |

A Taylor Swift album pozitív kritikusi fogadtatásban részesült. Jeff Tamarkin az AllMusictól Swiftet „egy friss, még mindig kislányos hangú, reményekkel és ártatlansággal teli” énekesnőnek nevezte, akit mégis jellemez a magabiztosság és az érettség. Azt írta, hogy tehetségét a Tim McGraw, a The Outside, és a Mary’s Song (Oh My My My) című dalokban tudta megmutatni igazán. Tamarkin ezen kívül kritizálta az album producerét, Nathan Chapmant, aki véleménye szerint a dalok egy részét egy olyan „mázzal” vonta be, amelyre nem volt szükség. Rick Bell a Country Standard Time-tól pozitívan vélekedett a kiadványról, és dicsérte Taylor dalszerzői munkáját a dalokban, „különösen a mélyen személyes és saját maga által szerzett dalok, mint a The Outside és az Our Song esetén,” amelyeket „felkavarónak” nevezett. Az album hangzásvilágát Cyndi Thomsonhoz és Hilary Duffhoz hasonlította. Chris Neal a Country Weekly-től  úgy vélte, hogy Swift „őszinteséget, intelligenciát és idealizmust” mutat a dalokban, amellyel minden korosztályt meg tud szólítani. Ken Rosenbaum a The Toledo Blade-től azt írta, hogy Swift „ügyesen kezeli a szövegeket és témákat a tinédzserkor és a nővé érés közi homályos területen”. Maura Johnston a Pitchforknak készített retrospektív írásában az albumot egy „bátor, mégis jól átgondolt country felvételnek” nevezte, melynek történetei egyenesen egy tinédzser szemszögéből kerültek elmesélésre, és nem azzal akart kitűnni, hogy valaki ilyen fiatalon milyen hangzással rendelkezik, amely korábban más tinisztároknak, mint LeAnn Rimesnak sem állt jól.

### Elismerések
| Év   | Díjátadó                        | Kategória    | Eredmény | Forr.  |
| ---- | ------------------------------- | ------------ | -------- | ------ |
| 2008 | Academy of Country Music Awards | Az év albuma | Jelölve  | [ 23 ] |

## Kereskedelmi fogadtatás

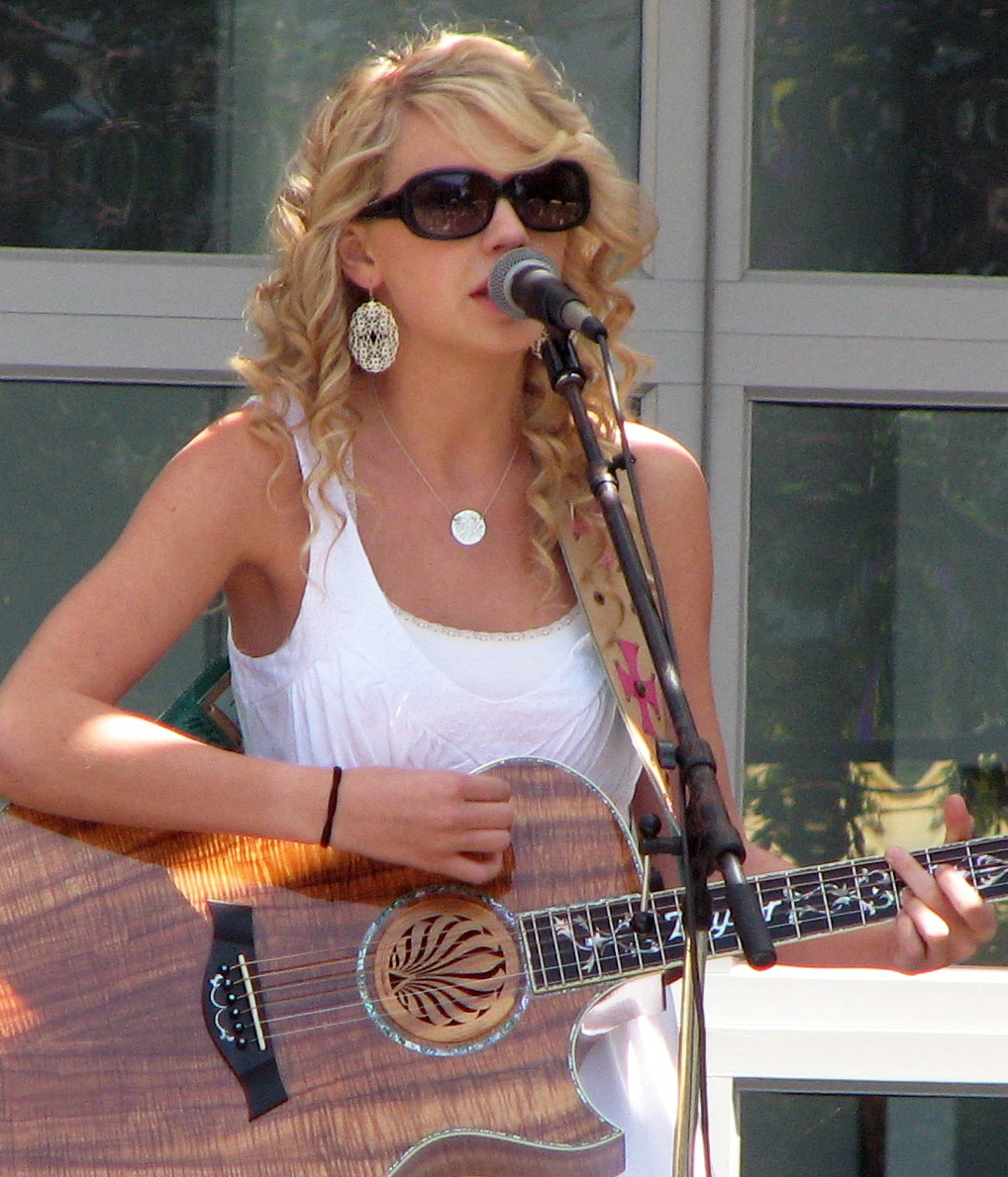
Swift a Tim McGraw előadása közben 2007-ben.

2006. november 11-én a Taylor Swift a tizenkilencedik helyen debütált az amerikai Billboard 200 albumlistán 40 000 eladott példánnyal. Legmagasabb heti eladási számát 2008. január 5-én érte el 187 000 eladással. Albumlistás szereplésének hatvanharmadik hetén, 2008. január 19-én érte el legjobb helyezését a Billboard 200-on, mikor az ötödik helyre jött föl, és 47 000 példányt értékesítettek belőle. A Taylor Swift lett az évtized leghosszabb ideig listás albuma, miután összesen 275 hetet töltött el a Billboard 200-on. Az album összesen huszonnégy hétig volt első a Billboard Top Country Albums albumeladási listáján. 2008. augusztus 2-án Swift Beautiful Eyes című EP-je váltotta a lista első helyén a Taylor Swiftet. Azzal, hogy a Taylor Swift a második helyezett volt, Swift lett az első előadó LeAnn Rimes óta, aki Top Country Albums lista első két pozícióját el tudta foglalni. Rimesnak ez 1997-ben sikerült a Blue (1996) és az Unchained Melody: The Early Years (1997) című lemezeivel. A Taylor Swift első kislemeze, a Tim McGraw húsz hétig szerepelt a Billboard Hot 100-on, legjobb helyezése a 40. hely volt, továbbá a hatodik helyig jutott a Hot Country Songs listán. 2020 októberéig az albumból 5,75 millió példányt adtak el az Egyesült Államokban. 2017 decemberében a Taylor Swift hétszeres platinalemez minősítést kapott a Amerikai Hanglemezgyártók Szövetségétől (RIAA), miután átlépte a hétmilliós egységszámot.
Hat évvel megjelenése után a Taylor Swift a harmincnyolcadik helyen debütált az új-zélandi albumlistán. Legjobb helyezése a tizennegyedik volt a kanadai albumlistán, és platinalemez minősítést ért el a Canadian Recording Industry Association (CRIA) adatai alapján. Ausztráliában a harmincharmadik pozíció volt a legjobbja a fő albumlistán, míg harmadik volt a csak country stílusú albumokat összesítő listán. 2009. szeptember 5-én a brit albumlistára is a 88. helyen; legmagasabb pozícióját pedig a következő héten érte el 81. helyezésével. A Brit Hanglemezgyártók Szövetsége (BPI) aranylemez minősítéssel jutalmazta az albumot miután átlépte a 100 000 eladott példányt. 2011 márciusáig világszerte 5,534 millió példányt adtak el a Taylor Swiftből.

## Az albumon szereplő dalok listája
Az album készítőinek listája a lemez bookletjében található információk alapján
Az összes dal producere Nathan Chapman volt, kivéve ahol nincs más megnevezve zárójelben.
| Taylor Swift - Standard változat | Taylor Swift - Standard változat | Taylor Swift - Standard változat                | Taylor Swift - Standard változat | Taylor Swift - Standard változat | Taylor Swift - Standard változat | Taylor Swift - Standard változat | Taylor Swift - Standard változat | Taylor Swift - Standard változat | Taylor Swift - Standard változat |
|                                  | Cím                              | Szerző(k)                                       | Hossz                            |                                  |                                  |                                  |                                  |                                  |                                  |
| -------------------------------- | -------------------------------- | ----------------------------------------------- | -------------------------------- | -------------------------------- | -------------------------------- | -------------------------------- | -------------------------------- | -------------------------------- | -------------------------------- |
| 1.                               | Tim McGraw                       | Taylor Swift Liz Rose                           | 3:54                             |                                  |                                  |                                  |                                  |                                  |                                  |
| 2.                               | Picture to Burn                  | Swift Rose                                      | 2:55                             |                                  |                                  |                                  |                                  |                                  |                                  |
| 3.                               | Teardrops on My Guitar           | Swift Rose                                      | 3:35                             |                                  |                                  |                                  |                                  |                                  |                                  |
| 4.                               | A Place in This World            | Swift Rose Robert Ellis Orrall Angelo Petraglia | 3:22                             |                                  |                                  |                                  |                                  |                                  |                                  |
| 5.                               | Cold as You                      | Swift Rose                                      | 4:01                             |                                  |                                  |                                  |                                  |                                  |                                  |
| 6.                               | The Outside (Orrall, Chapman)    | Swift                                           | 3:29                             |                                  |                                  |                                  |                                  |                                  |                                  |
| 7.                               | Tied Together with a Smile       | Swift Rose                                      | 4:11                             |                                  |                                  |                                  |                                  |                                  |                                  |
| 8.                               | Stay Beautiful                   | Swift Rose                                      | 3:58                             |                                  |                                  |                                  |                                  |                                  |                                  |
| 9.                               | Should’ve Said No                | Swift                                           | 4:04                             |                                  |                                  |                                  |                                  |                                  |                                  |
| 10.                              | Mary’s Song (Oh My My My)        | Swift Rose Brian Maher                          | 3:35                             |                                  |                                  |                                  |                                  |                                  |                                  |
| 11.                              | Our Song                         | Swift                                           | 3:24                             |                                  |                                  |                                  |                                  |                                  |                                  |
| 40:28                            |                                  |                                                 |                                  |                                  |                                  |                                  |                                  |                                  |                                  |

| 1. | I Heart ? (Orrall) | 3:15 |

| 1. | Tim McGraw                    | 4:00 |
| 2. | Taylor's Grand Ole Opry Debut | 2:56 |

| 12. | I’m Only Me When I’m with You (Orrall, Angelo)    | 3:35 |
| 13. | Invisible (Orrall)                                | 3:26 |
| 14. | A Perfectly Good Heart (Brett James, Troy Verges) | 3:42 |
| 15. | Taylor Swift's 1st Phone Call with Tim McGraw     | 4:44 |

| 1.  | Tim McGraw (videóklip)                                              | 4:00  |
| 2.  | Tim McGraw (Live at Grand Ole Opry)                                 | 2:56  |
| 3.  | Tim McGraw (Live at Yahoo! Music)                                   | 4:05  |
| 4.  | Teardrops on My Guitar (videóklip)                                  | 3:45  |
| 5.  | Teardrops on My Guitar (színfalak mögötti videó)                    | 4:16  |
| 6.  | Our Song (videóklip)                                                | 3:30  |
| 7.  | Our Song (színfalak mögötti videó)                                  | 11:30 |
| 8.  | A Place in This World (GAC Short Cut series)                        | 21:48 |
| 9.  | Picture to Burn (CMT's unplugged at 330 sessions video performance) | 3:14  |
| 10. | Taylor’s Home Movie                                                 | 5:40  |

| 11. | Taylor's Performance on the Tim McGraw and Faith Hill Tour 2007 | 10:12 |

| 15. | Teardrops on My Guitar (pop változat) | 2:58 |

| 1. | Tim McGraw             | 4:00 |
| 2. | Teardrops on My Guitar | 3:45 |

| 1.  | Tim McGraw                    | 3:52 |
| 2.  | Picture to Burn               | 2:57 |
| 3.  | Teardrops on My Guitar        | 3:24 |
| 4.  | A Place in This World         | 3:22 |
| 5.  | Cold as You                   | 4:01 |
| 6.  | The Outside                   | 3:27 |
| 7.  | Tied Together with a Smile    | 4:11 |
| 8.  | Stay Beautiful                | 3:58 |
| 9.  | Should’ve Said No             | 4:04 |
| 10. | Mary’s Song (Oh My My My)     | 3:35 |
| 11. | Our Song                      | 3:27 |
| 12. | I’m Only Me When I’m with You | 3:33 |
| 13. | Invisible                     | 3:24 |
| 14. | Perfectly Good Heart          | 3:42 |

## Albumlistás helyezések

### Heti listák
| Albumlista (2006–2012)                      | Legjobb helyezés |
| ------------------------------------------- | ---------------- |
| Ausztrália (ARIA Top 50 Albums)             | 33               |
| Ausztrália (ARIA Country Albums)            | 2                |
| Egyesült Királyság (UK Albums Chart)        | 81               |
| Egyesült Királyság (Scottish Albums)        | 71               |
| Írország (IRMA Top 100 Artist Album)        | 59               |
| Kanada (Billboard Canadian Albums Chart)    | 14               |
| Új-Zéland (Recorded Music NZ Top 40 Albums) | 38               |
| USA Billboard 200                           | 5                |
| USA Top Country Albums (Billboard)          | 1                |

| Albumlista (2007)           | Helyezés |
| --------------------------- | -------- |
| US Billboard 200            | 19       |
| US Billboard Country Albums | 3        |

| Albumlista (2008)           | Helyezés |
| --------------------------- | -------- |
| US Billboard 200            | 5        |
| US Billboard Country Albums | 2        |

| Albumlista (2009)           | Helyezés |
| --------------------------- | -------- |
| US Billboard 200            | 24       |
| US Billboard Country Albums | 6        |

| Albumlista (2010)           | Helyezés |
| --------------------------- | -------- |
| US Billboard 200            | 62       |
| US Billboard Country Albums | 19       |

| Albumlista (2011) | Helyezés |
| ----------------- | -------- |
| US Billboard 200  | 164      |

| Albumlista (2000-es évek)   | Helyezés |
| --------------------------- | -------- |
| US Billboard 200            | 53       |
| US Billboard Country Albums | 9        |

| Albumlista               | Helyezés |
| ------------------------ | -------- |
| US Billboard 200         | 18       |
| US Billboard 200 (Women) | 9        |

## Minősítések
| Ország (Szervezet)       | Minősítés          | Minősítési érték/ Eladás |
| ------------------------ | ------------------ | ------------------------ |
| Ausztrália (ARIA)        | Platinalemez       | 70 000                   |
| Egyesült Államok (RIAA)  | 7×-es platinalemez | 7 000 000                |
| Egyesült Királyság (BPI) | Aranylemez         | 100 000                  |
| Kanada (Music Canada)    | Platinalemez       | 100 000                  |

## Fordítás
Ez a szócikk részben vagy egészben  a   Taylor Swift (album) című angol Wikipédia-szócikk fordításán alapul.  Az eredeti cikk szerkesztőit annak laptörténete sorolja fel. Ez a jelzés csupán a megfogalmazás eredetét és a szerzői jogokat jelzi, nem szolgál a cikkben szereplő információk forrásmegjelöléseként.